# Amorots-Succos
Amorots-Succos är en kommun i departementet Pyrénées-Atlantiques i regionen Nouvelle-Aquitaine i sydvästra Frankrike. Kommunen ligger i kantonen Saint-Palais som tillhör arrondissementet Bayonne. År 2022 hade Amorots-Succos 224 invånare.

## Befolkningsutveckling
Antalet invånare i kommunen Amorots-Succos
| Referens: INSEE |